# La piccola pepita
La piccola pepita (The Little Nugget) è un romanzo umoristico, di ambiente scolastico (school story) — e con connessioni ai generi letterari "giallo" e "sentimentale" — dello scrittore britannico P. G. Wodehouse edito per la prima volta in volume nell'agosto 1913 dopo essere stato pubblicato nello stesso anno dapprima nella rivista per ragazzi britannica The Captain, con il titolo "The Eighteen-Carat Kid: A school Comedy", e poco dopo nel mensile umoristico statunitense Munsey's Magazine. "Piccola pepita" è l'epiteto attribuito a Ogden Ford, sgradevole rampollo di una facoltosa coppia di americani, convittore in una scuola preparatoria inglese e oggetto di vari progetti di rapimento. Il romanzo è stato tradotto in lingua italiana quattro volte nell'arco di ottant'anni, a partire dal 1932.

## Storia editoriale
Il romanzo fu composto nel 1912 a Emsworth, la cittadina dell'Hampshire dove Wodehouse risiedette a lungo in un'abitazione prossima alla Emsworth House School, una scuola preparatoria che costituì il modello della Sansted House School del romanzo. In una lettera del 21 maggio 1912 indirizzata all'amico Leslie Havergal Bradshaw, Wodehouse scrisse di lavorare duramente al romanzo, di essere a metà strada, e di essere soddisfatto del risultato; tre mesi dopo, in una lettera del 9 agosto 1912 indirizzata ad Arthur Conan Doyle, Wodehouse informò l'amico scrittore di aver completato la stesura del romanzo — commissionato da una rivista americana — ma di aver lavorato in fretta per cui temeva che il risultato fosse "pretty bad". La versione definitiva di "The Little Nugget" fu pubblicata nel numero di agosto del 1913 del mensile umoristico statunitense Munsey's Magazine con le illustrazioni di William B. King, poco tempo prima di essere pubblicato in volume dalla casa editrice londinese Methuen, il 28 agosto 1913. Una prima versione abbreviata del romanzo, priva delle parti sentimentali, era stata pubblicata in tre puntate, dal gennaio al marzo 1913 — col titolo "The Eighteen-Carat Kid" — nella rivista britannica per ragazzi The Captain, specializzata soprattutto in "school story".
The Little Nugget è stato tradotto in lingua italiana quattro volte nell'arco di ottant'anni, e pubblicato con titoli differenti. La prima traduzione, ad opera di Mario Malatesta, fu pubblicata nel 1932 dall'editore antifascista Giuseppe Monnanni col titolo "Pepita d'oro". Sempre nel 1932 apparve la traduzione di Alfredo Pitta per le Edizioni Bietti, col titolo più fedele all'originale ("La piccola pepita"), ristampata dalla Bietti altre sei volte (nel 1940, 1950, 1960, 1963, 1964 e nel 1966). "La piccola pepita" è anche il titolo della traduzione di Giulia Castelli edita dalla Mursia nel 1991 e poi nel 2012. Una traduzione di Gian Dàuli fu edita dalla Lucchi nel 1940 col titolo "Il filone d'oro".

## Trama
Il romanzo di Wodehouse è diviso in due parti.
Nella prima parte, narrata in terza persona e di breve estensione, sono presentati i personaggi principali legati a Ogden Ford: un ragazzino americano di circa undici anni, grassoccio e ipernutrito, fumatore accanito, maleducato e viziatissimo rampollo di una facoltosa coppia di americani divorziati, ciascuno dei quali cerca di allontanare il ragazzo dall'altro. Il padre, Elmer Ford, a cui il figlio è stato affidato dal tribunale, ha iscritto Ogden in una costosa e prestigiosa scuola preparatoria inglese, ritenendo che al convitto il figlio sarà al sicuro e potrebbe perfino trarne giovamento; la madre, Nesta Ford, scrittrice di successo di narrativa sensazionalistica, vorrebbe tenere il figlio con sé per fargli fare una crociera nello yacht di Lord Mountry.
La seconda parte del romanzo è narrata in prima persona da Peter Burns, un giovane inglese di buona famiglia che viene convinto dalla propria fidanzata Cynthia Drassilis, che è al soldo della signora Ford, a farsi assumere come assistente al convitto in cui è rinchiuso il ragazzino, e rapirlo per conto della madre. Nella scuola, però, si sono infiltrati anche dei rapitori professionisti a scopo di estorsione, e altri si aggirano intorno alla scuola; per costoro il possesso di Ogden potrebbe essere fonte di ingenti guadagni: il riscatto da chiedere a entrambi i genitori. Aspetti sentimentali: nel convitto Peter incontra Audrey, una sua vecchia fiamma rimasta da poco vedova. Cynthia decide di piantarlo per Lord Mountry e Peter si sentirà libero di fidanzarsi con Audrey.

## Personaggi
Ogden Fordfiglio undicenne del magnate americano Elmer Ford, viziato e sgradevole oggetto di desiderio di aspiranti rapitori e delinquenti; lo ritroveremo repellente quattordicenne nel romanzo Piccadilly Jim — tre anni dopo La piccola pepita — assieme alla madre Nesta
Elmer Fordmultimilionario magnate americano, uomo di mezza età dalla corporatura massiccia, con spalle possenti, volto da imperatore romano, padre di Ogden; in Piccadilly Jim si legge che Elmer Ford è morto improvvisamente per un colpo apoplettico poco dopo gli eventi narrati in La piccola pepita
Mrs Fordmoglie divorziata di Elmer Ford, madre di Ogden; il nome di battesimo è "Ruth" in The Eighteen-Carat Kid e "Nesta" in The Little Nugget; scrittrice di successo, di bellezza vistosa; la ritroveremo moglie quarantenne di Peter Pett, sorella di Eugenia Crocker e zia di Willie Partridge in Piccadilly Jim
Peter Burnsinglese trentenne di sangue blu, laureato con votazione mediocre a Oxford, io narrante in The Eighteen-Carat Kid e nella seconda parte di The Little Nugget, fidanzato in passato con Audrey Blake e fidanzato attualmente con Cynthia Drassilis, uno dei due assistenti alla scuola preparatoria "Sanstead House"
Cynthia Drassilisgiovane molto bella, di alta statura, figlia dell'Hon. Hugo Drassilis (fratello minore di Lord Westbourne), cinica e ambiziosa fidanzata di Peter Burns, convince quest'ultimo a pianificare il rapimento di Ogden Ford alla "Sanstead House"
Mrs Drassilismadre di Cynthia Drassilis, ancor più ambiziosa e cinica della figlia
Audrey Blake vedova Sheridangiovane donna sui 25 anni, di piccola statura, carina e vivace, ex governante di Ogden Ford, alla "Sanstead House" col compito di sorvegliare e proteggere Ogden Ford; vedova da poco tempo, prima del matrimonio col defunto Mr. Sheridan era stata fidanzata con Peter Burns, che aveva piantato in asso
Arnold Abneymite e dignitoso preside-proprietario della "Sanstead House"; Bertie Wooster lo ricorda erroneamente in Molto obbligato, Jeeves come preside della scuola preparatoria frequentata in passato da Ginger Winship e dallo stesso Bertie
Mr Glossopassistente lugubre, maniacale e irascibile alla "Sanstead House"; agente di assicurazioni sulla vita per diletto
Ted Beckford, Lord Mountrygiovane aristocratico ventottenne, timido e nervoso amico di Mrs Ford, già compagno di studi di Peter Burns a Oxford
Augustus Beckfordfratello di Lord Mountry, convittore alla "Sanstead House", amico di Ogden
Lady Wroxhammadre di Ted e Augustus Beckford, abita a Eaton Square, Londra
Mrs Attwellgovernante alla "Sanstead House"
Whitealacre e impetuoso individuo di mezz'età, assunto da Elmer Ford come detective per sventare eventuali tentativi di rapimenti di Ogden, agisce come valletto del giovane Ford alla "Sanstead House"; in realtà è Sam Fisher detto "Smooth", un delinquente che pianifica il rapimento di Ogden a scopo estorsivo, dopo aver tentato invano di rapirlo anni prima a New York, colui che ha attribuito a Ogden il nomignolo "Piccola pepita"
Buck MacGinnisgangster, acerrimo rivale di Sam Fisher, pianifica il rapimento di Ogden a scopo estorsivo
Leftygangster, appartenente alla banda di Buck MacGinnis
Miss Benjafieldbarista al "The Feathers"

## Critica
Nel famoso saggio in difesa di Wodehouse, George Orwell afferma che le opere di Wodehouse possono essere classificate in tre periodi: il "periodo dei racconti scolastici, il "periodo americano" e il "periodo delle case di campagna". Le opere del primo periodo, sono caratterizzate da trame incentrate sulla vita scolastica nelle scuole secondarie inglesi, soprattutto nei collegi e descrizione della struttura sociale che si instaura all'interno dei collegi. Le opere del secondo periodo riflettono il soggiorno di Wodehouse negli Stati Uniti fra il 1909 e il 1920; mostrano segni di americanizzazione nel linguaggio e nelle prospettive, con trame spesso basate sul contrasto tra modi inglesi e americani e presenza di temi di serietà morale. Per Orwell La piccola pepita appartiene al secondo periodo, quello americano. Per Richard Usborne — il quale peraltro giudica The Little Nugget «an excellent thriller» — La piccola pepita appartiene invece al primo periodo, quello dei racconti scolastici, in particolare delle scuole preparatorie. Roderick Easdale, pur definendo "The Eighteen-Carat Kid" l'ultima school story di Wodehouse, osserva che The Little Nugget sembra un romanzo di avventura visto da una prospettiva adulta, più che una tipica  school story. 

## Edizioni
- (EN) P. G. Wodehouse, The Eighteen-Carat Kid: A school Comedy, in The Captain, gennaio-marzo, 1913. URL consultato il 19 febbraio 2025.
- (EN) P. G. Wodehouse, The Little Nugget: a novel — complete in this issue, in Munsey's Magazine, illustrazioni di William B. King, agosto, 1913. URL consultato il 19 febbraio 2025.
- (EN) The Little Nugget, 1ª ed., London, Methuen Publishing, 1913.
- Pepita d'oro: romanzo umoristico inglese, traduzione di Mario Malatesta, Milano, Monanni, 1932.
- La piccola pepita: romanzo, traduzione di Alfredo Pitta, Milano, Bietti, 1932.
- Il filone d'oro: romanzo umoristico, traduzione di Gian Dàuli, Milano, Lucchi, 1940.
- La piccola pepita, collana GUM; 178, traduzione di Giulia Castelli, Milano, Mursia, 2012, ISBN 88-425-0772-5.